# Рокенере (Месина)
Рокенере је насеље у Италији у округу Месина, региону Сицилија.
Према процени из 2011. у насељу је живело 701 становника. Насеље се налази на надморској висини од 85 м.